# Forever (Luca Carboni)
Forever è il secondo album in studio del cantautore italiano Luca Carboni pubblicato il 3 settembre 1985 dall'etichetta discografica  RCA Italiana.

## Descrizione
Luca Carboni è autore di testo e musica di tutti i brani, tranne la musica di Ci sei perché, che è opera di Gaetano Curreri.
Il disco è realizzato dalla stessa squadra di musicisti e produttori del precedente; il titolo è una citazione dalla canzone La mamma, analogamente al precedente lavoro, nel quale il titolo era racchiuso nella traccia conclusiva.
La canzone Sugo (singolo estratto dall'album) parla di ricordi infantili del giovane Luca quando giocava all'oratorio. La dicitura di una statua raffigurante Sant'Ugo (S.Ugo) era letta dai suoi coetanei senza tenere conto della punteggiatura e quindi confondendola col sostantivo maschile sugo.
I brani di maggior successo dell'album sono Sarà un uomo, pubblicato come singolo, e Solarium (in radio).
Musicalmente, il disco è un mix tra dance pop e musica d'autore.
In seguito all'album partono le tournée Luca Carboni Tour 1985 e Luca Carboni Tour 1986.
Il 22 novembre 2024, l'album viene ripubblicato in vinile 33 giri di colorazione bianco mix nero, con un inserto autografato dall'artista.

## Tracce
- CD (RCA Italiana, PL 70646)

Lato A
Testi e musiche di Luca Carboni eccetto dove indicato.
1. Sarà un uomo – 5:16
2. Sexy – 4:18
3. Ci sei perché – 4:13 (testo: Luca Carboni – musica: Gaetano Curreri)
4. Sugo – 4:21

Durata totale: 18:08
Lato B
Testi e musiche di Luca Carboni.
1. Le nostre parole – 5:25
2. Simmu gente ca nun sa – 4:51
3. Solarium – 4:52
4. La mamma – 5:31

Durata totale: 20:39

## Promozione
| Singolo e videoclip | Data di uscita |
| Sarà un uomo        | 1985           |

## Formazione
- Luca Carboni – voce
- Bruno Mariani – chitarra elettrica, chitarra acustica
- Roberto Costa – basso, contrabbasso, tastiera, cori
- Robert Sidoli – programmazione Kurzweil
- Mauro Gherardi – batteria, percussioni
- Serse May – programmazione Linn 9000, sintetizzatore, batteria elettronica
- Daniele Bruno – tastiera
- Roberto Drovandi – basso
- Gaetano Curreri, Domenico Sputo, Ambrogio Lo Giudice, Angela Baraldi, Fawzia Selama – cori